# Salzstadel

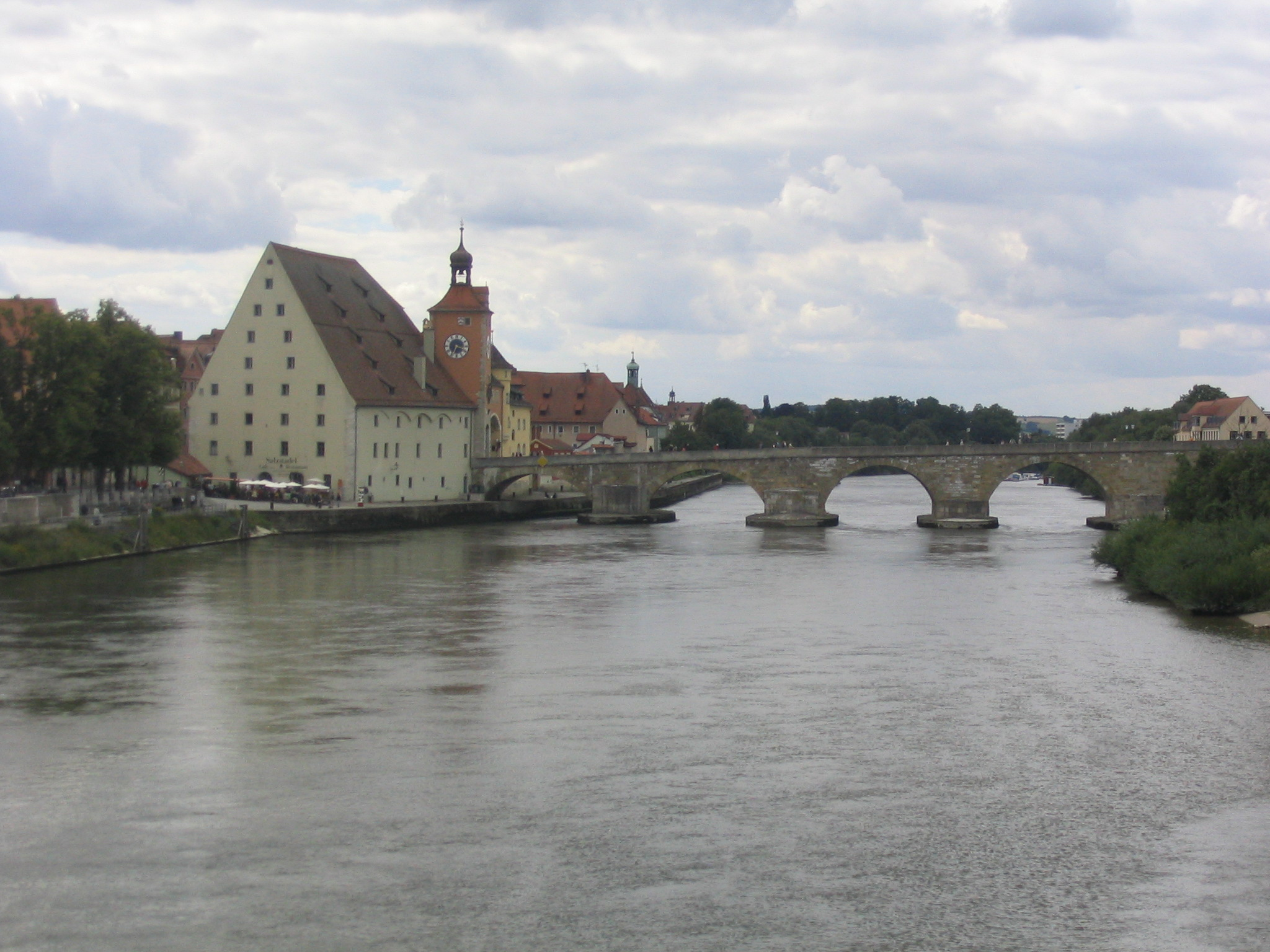
Salzstadel (links) an der Steinernen Brücke in Regensburg

Salzstadel ist eine in Süddeutschland, Österreich, der Schweiz und früher auch in Böhmen gebräuchliche Bezeichnung für ein kommunales oder herrschaftliches Gebäude zur Zwischenlagerung beim Handel mit Steinsalz, dem Gold des Mittelalters, aus dem das damals zur Konservierung von Lebensmitteln benötigte Speisesalz gewonnen werden kann.

## Geschichte
Die Errichtung der Salzstadel steht im Zusammenhang mit dem mitteleuropäischen Salzhandel, der im Spätmittelalter und der frühen Neuzeit einen großen Aufschwung erlebte; daher stammen auch die meisten erhaltenen Lagerbauten für das Hall (so die alte deutsche Bezeichnung) aus dieser Periode. Aufgrund des großen Wertes, den Salz zu jener Zeit besaß, war der Handel mit dem „weißen Gold“ strengen Reglementierungen unterworfen. Voraussetzung für den Verkauf war die Verleihung des so genannten Salzregals durch den Kaiser, das gemeinhin an einzelne Städte oder adelige Herrschaften vergeben wurde. Die für die zentrale Lagerung und den Verkauf bestimmten Gebäude befanden sich in verkehrsgünstiger Lage, zum Beispiel in der Nähe von schiffbaren Flussläufen oder Hauptverkehrsstraßen, über die das in der Alpenregion bergmännisch gewonnene Salz angeliefert wurde. Besonders häufig sind die Salzstadel (auch in kleineren Orten) entlang der ehemaligen Salzstraßen. Auch in Norddeutschland entstanden entsprechende Gebäude, zum Beispiel die Salzspeicher in Lübeck.

## Typologie
Die innerstädtischen Salzstadel waren in der Regel großzügig bemessene, mehrgeschossige Bauten mit hohem Satteldach. Da es sich um reine Zweckbauten handelte, besaßen sie – abgesehen von den vereinzelt anzutreffenden gestäbten oder getreppten Giebeln – kaum Bauornament oder sonstigen Schmuck. Die häufig anzutreffende Massivbauweise in Stein mit teilweise äußerst mächtigen Mauern, die nur kleine, oft schießschartenartige Fenster besaßen, verhinderten das Eindringen von Feuchtigkeit und schützten vor Einbrüchen. Auf dem Land, seltener in den Städten, waren auch teilweise oder ganz in Fachwerkbauweise aufgeführte Salzlager verbreitet.

## Heutige Nutzung
Nach dem Ende des Monopols und der Liberalisierung des Salzhandels wurden die vorhandenen Stadel abgebrochen, als Lagerstätten für andere Güter verwendet oder für eine andere Nutzung, etwa als Wohnhaus oder Kaserne, umgebaut. Heute dienen viele Gebäude kulturellen Zwecken, als Museen, Ausstellungs- und Veranstaltungsräume oder Bibliotheken.

## Liste ehemaliger Salzstadel mit Erbauungszeit

### Deutschland
- Augsburg, 1876 abgebrochen

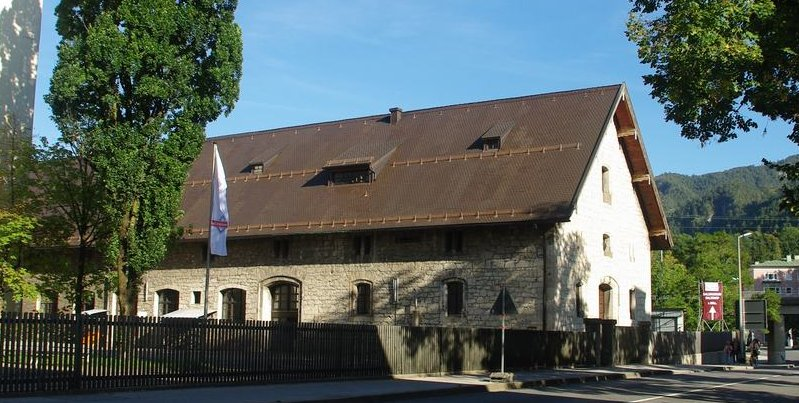
Salinenstadel in Bad Reichenhall, erbaut 1852–1858

- Amberg, 1487, heute Studentenwohnheim.
- Bad Reichenhall
- Biberach an der Riß, 1510/13[1]
- Burghausen, 1600, abgerissen 1863.
- Eichstätt, heute Wohnhaus.
- Feldkirchen
- Fridolfing
- Friedrichshafen (Buchhorn), 1759/60 erbaut, im Zweiten Weltkrieg zerstört[2]
- Hersbruck
- Ingolstadt, 1392 erbaut, seit 1395 Salzlager, 1945 zerstört.
- Inning am Ammersee, 1767.
- Kaufbeuren, im Kern wohl 15. Jahrhundert, heute Stadttheater Kaufbeuren.
- Kempten (Allgäu), Salzstadel erstmals 1392 erwähnt, heute Stadttheater Kempten.
- Landsberg am Lech, Mühlbachstadel erbaut 1354 (im 18. Jahrhundert umgebaut und erweitert), Herzogstadel 1537 und großer Lechstadel 1631.
- Landshut (Herzogskasten), 1549 erstmals erwähnt.
- Lauingen (Hallgebäude), im Kern wohl 15. Jahrhundert.
- Lindau
- Memmingen (Großer Salzstadel), 1470–74, siehe Großer Salzstadel.
- Salzstadel (München),
  - erbaut im 15. Jahrhundert an der Stelle des heutigen Promenadeplatzes, abgerissen 1779
  - im 18. Jahrhundert Neubau an der Arnulfstraße nördlich des heutigen Hauptbahnhofs
- Oberjoch
- Rain
- Ravensburg, erbaut in den Jahren 1353–1355, beherbergt jetzt das Feuerwehrmuseum der Stadt.[3]
- Regensburg, erbaut 1485 – 1492 während der Zeit der Übernahme von Regensburg durch den  Bayernherzog Albrecht IV; nach der bayerischen Übernahme von der Stadt Regensburg 1557 erweitert; „ Amberger Salzstadel“; südlich der Donau, westlich der Steinernen Brücke
- Regensburg, erbaut 1597 „Andreasstadel, bayerischer Salzstadel“; nördlich der Donau im Stadtteil Stadtamhof heute genutzt als Künstlerhaus Andreasstadel
- Regensburg, erbaut 1616–20 von der Reichsstadt Regensburg; „Regensburger Salzstadel“, südlich der Donau, östlich der Steinernen Brücke
- Regensburg,  erbaut 1672 als Lagerhaus („braunes Brauhaus“); 1776 von der Stadt aufgekauft und zu einem Salzstadel umgebaut; Ende des 19. Jahrhunderts genutzt als Magazin der Donau-Dampfschiffahrts-Gesellschaft (daher der heutige Name: Österreicher Stadel). In der Neuzeit genutzt als Depot für das  Historische Museum Regensburg, seit 2018 genutzt als Depot für das Museum der bayerischen Geschichte
- Rosenheim, 1559.
- Schwandorf, 2. Hälfte des 15. Jahrhunderts, nach dem Dreißigjährigen Krieg als Mulz für das Brauhaus verwendet, 1922 abgebrochen.
- Straubing, seit 1568 belegt, heute Stadtbibliothek.
- Tacherting, erbaut 1843, unter Denkmalschutz
- Traunstein, 1568, 1859 abgebrochen.
- Tübingen, 16. Jahrhundert, heute Bürgerhaus.[4]
- Ulm, 1592, heute Museum der Brotkultur.
- Vilshofen
- Wohmbrechts bei Hergatz, 1618 erstmals erwähnt, 1784 neu gebaut.

### Österreich
- Bregenz, 1768, abgebrochen 1888.
- Feldkirch, 1511, abgebrochen 1905.
- Krems, 1579.
- Lermoos, 1318 als „neuer Salzstadel“ erwähnt, 1678 neu gebaut, 2010 an die Ehrenberger Klause bei Reutte verlegt.
- Linz, Salzstadel Linz
- Reutte (Unterer Salzstadel), 1471, neu gebaut 1712, jetzt Wohnhaus.
- Weißenkirchen in der Wachau, 17. Jhdt. jetzt Wein- und Keramikverkauf sowie Ferienwohnungen
- Salzstadl (Altböckstein) in Bad Gastein

### Schweiz
- Schaffhausen (Äusserer Salzstadel), 1673, im Kern jedoch älter.

### Tschechische Republik
- České Budějovice, 1531
- Český Krumlov, 1511 erstmals erwähnt, seit 1723 Salzlagerstätte.
- Hranice, aus dem 16. Jahrhundert; heute evangelische Kirche
- Týn nad Vltavou, 1708